# Aloeides rossouwi
Aloeides rossouwi е вид пеперуда от семейство Синевки (Lycaenidae). Видът е уязвим и сериозно застрашен от изчезване.

## Разпространение
Разпространен е в Южна Африка.